# Wang Xin (Biathlet)
Wang Xin ist ein früherer chinesischer Biathlet.
Wang Xin nahm an den Biathlon-Wettbewerben bei den Winterasienspielen 2003 in Aomori teil und kam in allen drei Rennen zum Einsatz. Im Sprint belegte er den 13., im Verfolgungsrennen den 14. Platz. Im Staffelrennen gewann er an der Seite von Qiu Lianhai, Zhang Hongjun und Zhang Qing hinter den Staffeln aus Japan und Südkorea die Bronzemedaille.